# Carol Burnett
Carol Creighton Burnett (San Antonio, 26 aprile 1933) è un'attrice, comica, cantante e conduttrice televisiva statunitense, conosciuta soprattutto per lo spettacolo televisivo di lungo corso The Carol Burnett Show.

## Biografia
Dopo un'infanzia difficile (i suoi genitori soffrivano di alcolismo) trascorsa tra la natale San Antonio (Texas) e Los Angeles, dove si è trasferita da giovanissima con la nonna, ha iniziato a esibirsi negli anni '50 nei locali notturni di New York dopo aver studiato in California. Nel giro di pochi anni approda al teatro, riscuotendo successo a Broadway già nel 1959 con Once Upon a Mattress, che gli vale la prima candidatura ai Tony Award. Fa il suo debutto televisivo apparendo nei successivi tre anni al The Garry Moore Show.
Nel 1962 vince il suo primo Emmy. Nel 1963 debutta al cinema con un ruolo nella commedia Le 5 mogli dello scapolo di Daniel Mann (1963), con protagonista Dean Martin. "Scoperta" in quel periodo da Lucille Ball, a Los Angeles ha dato vita al varietà televisivo The Carol Burnett Show, andato in onda sulla CBS dal 1967 al 1978 (278 puntate in totale). Lo spettacolo combinava sketch comici inclusi parodie di film e personaggi, balletti e musica. Con questo lavoro ha raggiunto definitivamente il successo e ha vinto, tra premi personali e relativi allo show, ben ventidue Emmy in dieci anni, otto Golden Globe e una serie di riconoscimenti.
È riuscita a coinvolgere nelle sue performance numerose stelle del cinema e della musica più o meno note; tra coloro che si sono prestati alle sue idee vi sono Steve Lawrence, Peggy Lee, Julie Andrews, Ella Fitzgerald e Mel Tormé e molti altri personaggi. Soprattutto nel corso degli anni '60 e '80 ha preso parte anche a numerosi altri progetti televisivi e cinematografici; tra questi ultimi si segnalano Un marito per Tillie (1972) di Martin Ritt, Prima pagina (1974) di Billy Wilder, Health (1980) di Robert Altman, Rumori fuori scena (1992) di Peter Bogdanovich. Negli anni '90 ha provato a riprendere la carriera televisiva con un paio di format simili allo storico The Carol Burnett Show, ma nessuno di questi risultava come l'originale. Inoltre, a partire dagli anni '90, si concede di tanto in tanto qualche apparizione televisiva in serie e film TV.

### Premi e riconoscimenti
Nel 1985 è stata inserita nella Television Hall of Fame. Inoltre è stata insignita del Kennedy Center Honor nel 2003 e della Medaglia Presidenziale della Libertà nel 2005. Ha una stella sulla Hollywood Walk of Fame, inserita nel 1975. Nel 2013 ha ricevuto il Premio Mark Twain.

## Vita privata
Dal 1955 al 1962 è stata sposata con l'attore Don Saroyan. Nel 1963 si è unita al suo produttore Joe Hamilton. Da questa coppia sono nate tre figlie:  Carrie (1963-2002), Jody (1967) e Erin (1968). Carrie è deceduta, a soli 38 anni, per un cancro ai polmoni. Nel 1984 ha divorziato da Hamilton. Nel 2001 s’è sposata, per la terza volta, col musicista Brian Miller.
È madrina di Emma Walton, figlia di Julie Andrews, sua migliore amica.

## Filmografia

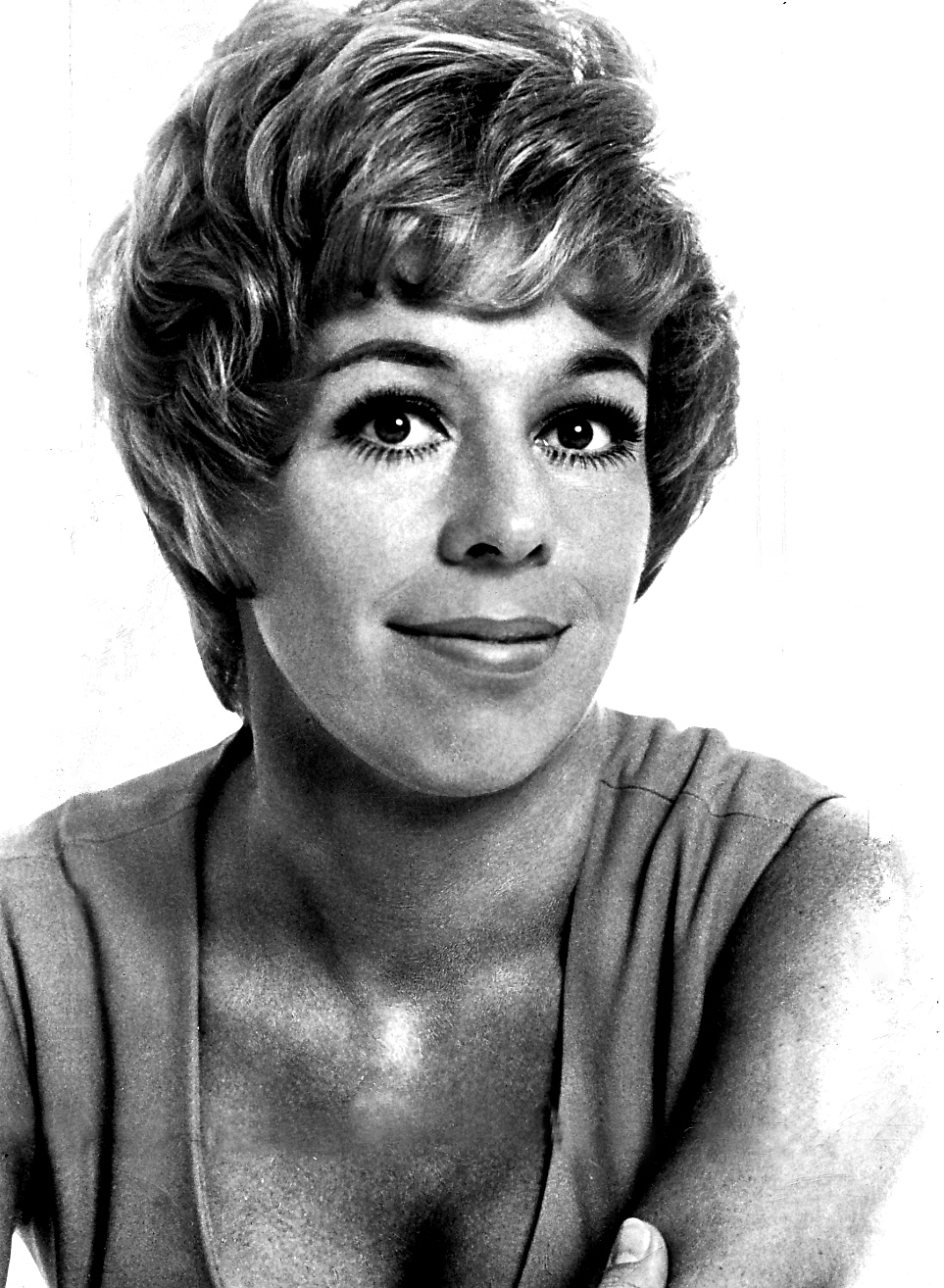
Carol Burnett nel 1974

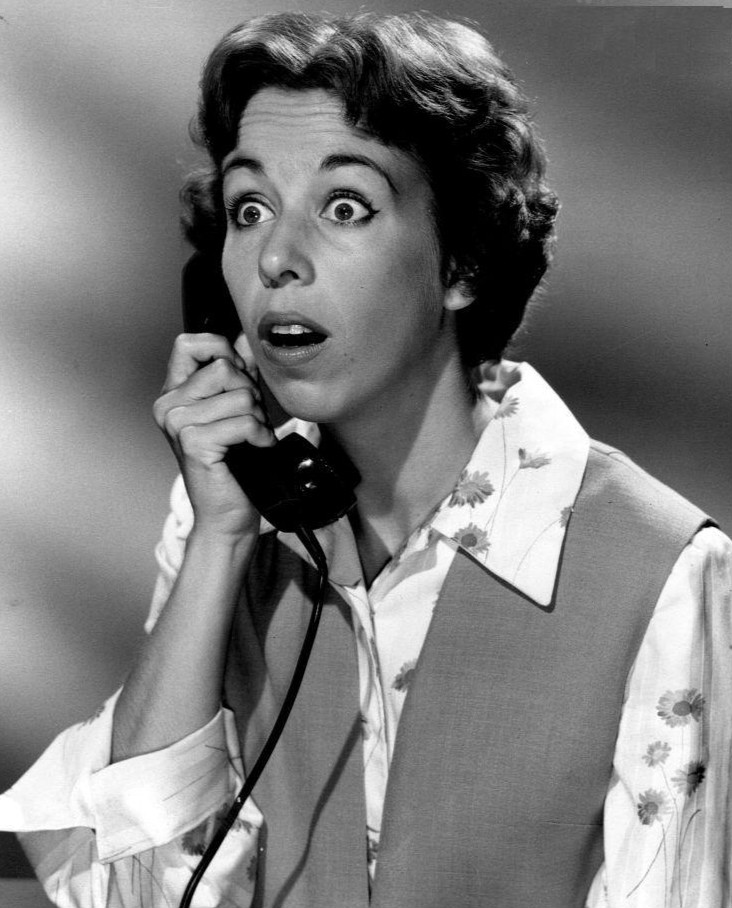
Carol Burnett nel 1958

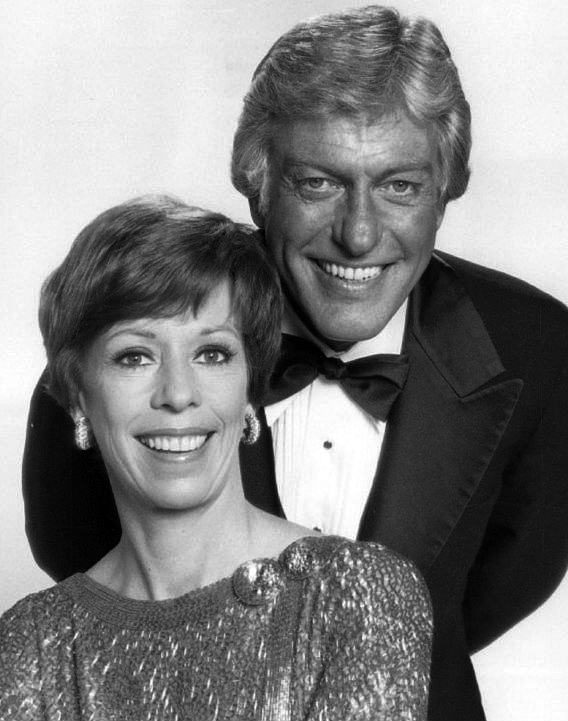
Carol Burnett con Dick Van Dyke nel The Carol Burnett Show (1977)

### Cinema
- Le 5 mogli dello scapolo (Who's Been Sleeping in My Bed?), regia di Daniel Mann (1963)
- Un marito per Tillie (Pete 'n' Tillie), regia di Martin Ritt (1972)
- Prima pagina (The Front Page), regia di Billy Wilder (1974)
- Un matrimonio (A Wedding), regia di Robert Altman (1978)
- Health, regia di Robert Altman (1980)
- The Four Seasons, regia di Alan Alda (1981)
- Chu Chu and the Philly Flash, regia di David Lowell Rich (1981)
- Annie, regia di John Huston (1982)
- Rumori fuori scena (Noises Off...), regia di Peter Bogdanovich (1992)
- Laureata... e adesso? (Post Grad), regia di Vicky Jenson (2009)
- All Together Now, regia di Brett Haley (2020)

### Televisione
- Stanley – serie TV, 1 episodio (1956)
- Tonight Starring Jack Paar – serie TV, 10 episodi (1957-1959) - sé stessa
- The Carol Burnett Show – film TV (1960) - sé stessa
- The Garry Moore Show – serie TV, 1 episodio (1961)
- Ai confini della realtà (The Twilight Zone) – serie TV, episodio 3x36 (1962)
- Once Upon a Mattress (1964) – film TV
- The Entertainers – serie TV, 3 episodi (1964-1965) - sé stessa
- I've Got a Secret – serie TV, 9 episodi (1960-1966) - sé stessa
- Lucy Show – serie TV, 4 episodi (1966-1967)
- The Carol Burnett Show – serie TV, 279 episodi (1967-1978) - sé stessa
- Bing Crosby and Carol Burnett: Together Again for the First Time – film TV (1969) - sé stessa
- Sesamo apriti (Sesame Street) - ospite in 5 episodi (1969-1971)
- The David Frost Show - 3 puntate (1970-1971)
- Julie and Carol at Lincoln Center – film TV (1971) - sé stessa
- Bing Crosby and His Friends - serial TV (1972) - sé stessa
- Password Plus – serie TV, 6 episodi (1979-1980) - sé stessa
- Fresno - miniserie televisiva, 5 episodi (1986)
- Saranno famosi (Fame) – serie TV, 1 episodio (1987)
- The Carol Burnett Show – serie TV, 2 episodi (1991) - sé stessa
- The Carol Burnett Show: A Reunion - documentario TV (1993)
- Carol Burnett: The Special Years - documentario TV (1994)
- Innamorati pazzi (Mad About You) – serie TV, 10 episodi (1996-1999)
- Nuovi amori – film TV (1998)
- Hollywood Squares – serie TV, 10 episodi (1999-2000)
- Desperate Housewives – serie TV, 1 episodio (2006)
- Law & Order - Unità vittime speciali (Law & Order: Special Victims Unit) – serie TV, episodio 10x16 (2009)
- Hawaii Five-0 – serie TV, 2 episodi (2013-2014)
- Glee – serie TV, episodi 2x08-6x10 (2010-2015)
- Better Call Saul – serie TV, 4 episodi (2022)
- Palm Royale – serie TV, 11 episodi (2024)

### Doppiatrice
- La voce del cigno (The Trumpet of the Swan), regia di Richard Rich e Terry L. Noss (2001)
- Ortone e il mondo dei Chi (Horton Hears a Who!), regia di Jimmy Hayward e Steve Martino (2008)
- Arrietty - Il mondo segreto sotto il pavimento (Kari-gurashi no Arietti), regia di Hiromasa Yonebayashi (2010) - versione statunitense
- Toy Story 4, regia di Josh Cooley (2019)

## Riconoscimenti
- Golden Globe

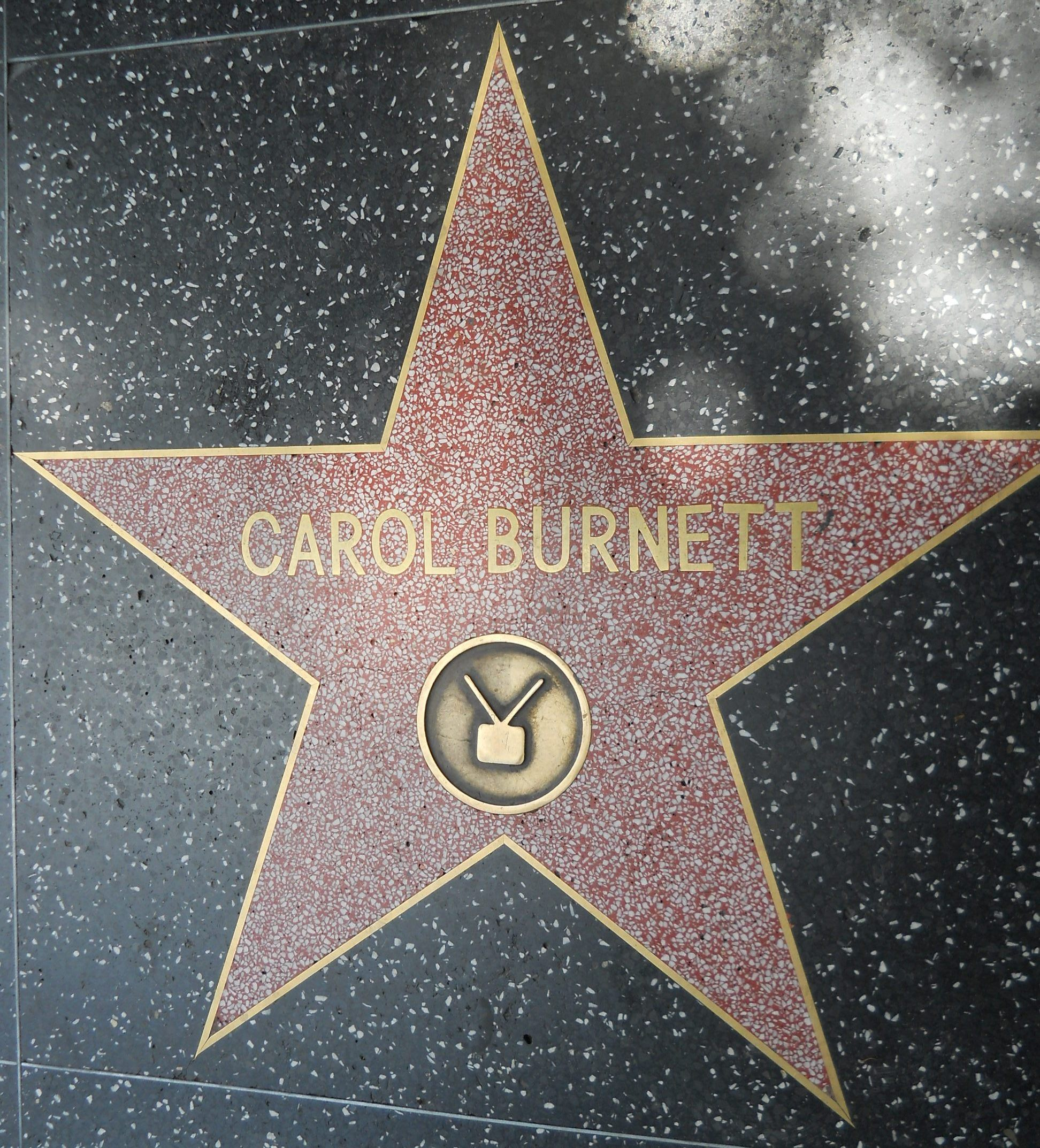
Stella di Carol Burnett sulla Hollywood Walk of Fame

  - 1968 – Golden Globe per la miglior star televisiva femminile
  - 1970 – Golden Globe per la miglior attrice in una serie commedia o musicale
  - 1972 – Golden Globe per la miglior attrice in una serie commedia o musicale
  - 1977 – Golden Globe per la miglior attrice in una serie commedia o musicale
  - 1978 – Golden Globe per la miglior attrice in una serie commedia o musicale
  - 2019 – Carol Burnett Award
- Emmy Award
  - 1962 – "Outstanding Performance in a Variety or Musical Program or Series" per The Garry Moore Show
  - 1963 – "Outstanding Performance in a Variety or Musical Program or Series" per Julie and Carol at Carnegie Hall and An Evening with Carol Burnett
  - 1972 – "Outstanding Variety Series – Musical" per The Carol Burnett Show
  - 1974 – "Outstanding Music-Variety Series" per The Carol Burnett Show
  - 1975 – "Outstanding Comedy-Variety or Music Series" per The Carol Burnett Show
  - 1997 – "Outstanding Guest Actress in a Comedy Series" per Mad About You
- American Comedy Awards
  - 1990 – "Funniest Female Performer in a TV Special (Leading or Supporting) Network, Cable or Syndication"
  - 1997 – "Funniest Female Guest Appearance in a TV Series"
  - 1998 – "Funniest Female Guest Appearance in a TV Series"
  - 1999 – "Funniest Female Performer in a TV Special (Leading or Supporting) Network, Cable or Syndication"
- Tony Award
  - 1969 – Premio alla carriera
- People's Choice Awards
  - Ha vinto dodici volte questo premio tra il 1975 e il 1991: sette volte nella categoria "Favorite All-Around Female Entertainer" (consecutivamente dal 1975 al 1981) , quattro volte nella categoria "Favorite Female TV Performer" (1976, 1979, 1980 e 1981) e una volta nella categoria "Favorite Female Performer in a New TV Series" (1991).

## Doppiatrici italiane
Nelle versioni in italiano delle opere in cui ha recitato, Carol Burnett è stata doppiata da:
- Rita Savagnone in Prima pagina, Annie, Glee, Hawaii Five-0
- Melina Martello in All Together Now, Better Call Saul, Palm Royale
- Vittoria Febbi in Un marito per Tillie
- Laura Rizzoli in Un matrimonio
- Paila Pavese in Rumori fuori scena

Da doppiatrice è sostituita da:
- Melina Martello in Toy Story 4, I perché di Forky
- Stefanella Marrama in La voce del cigno
- Veronica Pivetti in Ortone e il mondo dei Chi